# Olympische Sommerspiele 2012/Radsport – Teamsprint Bahn (Männer)
Der Bahnrad-Teamsprint der Männer bei den Olympischen Spielen 2012 in London fand am 2. August 2012 im Lee Valley VeloPark statt.
Olympiasieger wurde die Mannschaft aus Großbritannien. Silber gewannen die Franzosen, während die deutsche Delegation sich Bronze sicherte.

## Ergebnisse

### Qualifikation
Die acht schnellsten Mannschaften qualifizierten sich für die erste Runde.
| Rang | Nation         | Athleten                                               | Zeit (s) |
| ---- | -------------- | ------------------------------------------------------ | -------- |
| 1    | Großbritannien | Philip Hindes / Chris Hoy / Jason Kenny                | 43,065   |
| 2    | Frankreich     | Grégory Baugé / Michaël D’Almeida / Kévin Sireau       | 43,097   |
| 3    | Australien     | Matthew Glaetzer / Shane Perkins / Scott Sunderland    | 43,377   |
| 4    | Russland       | Sergei Borissow / Denis Dmitrijew / Sergei Kutscherow  | 43,681   |
| 5    | Deutschland    | René Enders / Robert Förstemann / Maximilian Levy      | 43,710   |
| 6    | China          | Cheng Changsong / Zhang Lei / Zhang Miao               | 43,751   |
| 7    | Neuseeland     | Edward Dawkins / Ethan Mitchell / Simon van Velthooven | 44,175   |
| 8    | Japan          | Seiichirō Nakagawa / Yudai Nitta / Kazunari Watanabe   | 44,324   |
| 9    | Venezuela      | Hersony Canelón / César Marcano / Ángel Pulgar         | 44,654   |
| 10   | Polen          | Maciej Bielecki / Damian Zieliński / Kamil Kuczyński   | 44,712   |

### Erste Runde
Die Duelle setzten sich aus der Qualifikation wie folgt zusammen:
- Lauf 1: 4. gegen 5.
- Lauf 2: 3. gegen 6.
- Lauf 3: 2. gegen 7.
- Lauf 4: 1. gegen 8.

Die zwei schnellsten Gewinnermannschaften qualifizierten sich für das Rennen um Gold. Die anderen beiden für das Rennen um Bronze.
| Rang | Lauf | Nation         | Athleten                                               | Zeit (s) |
| ---- | ---- | -------------- | ------------------------------------------------------ | -------- |
| 1    | 4    | Großbritannien | Philip Hindes / Chris Hoy / Jason Kenny                | 42,747   |
| 2    | 3    | Frankreich     | Grégory Baugé / Michaël D’Almeida / Kévin Sireau       | 42,991   |
| 3    | 1    | Deutschland    | René Enders / Robert Förstemann / Maximilian Levy      | 43,178   |
| 4    | 2    | Australien     | Matthew Glaetzer / Shane Perkins / Scott Sunderland    | 43,261   |
| 5    | 3    | Neuseeland     | Edward Dawkins / Ethan Mitchell / Simon van Velthooven | 43,495   |
| 6    | 2    | China          | Cheng Changsong / Zhang Lei / Zhang Miao               | 43,505   |
| 7    | 1    | Russland       | Sergei Borissow / Denis Dmitrijew / Sergei Kutscherow  | 43,909   |
| 8    | 4    | Japan          | Seiichirō Nakagawa / Yudai Nitta / Kazunari Watanabe   | 43,964   |

### Finale
| Rang             | Nation         | Athletinnen                                         | Zeit (s) |
| ---------------- | -------------- | --------------------------------------------------- | -------- |
| Rennen um Bronze |                |                                                     |          |
| 3                | Deutschland    | René Enders / Robert Förstemann / Maximilian Levy   | 43,209   |
| 4                | Australien     | Matthew Glaetzer / Shane Perkins / Scott Sunderland | 43,355   |
| Rennen um Gold   |                |                                                     |          |
| 1                | Großbritannien | Philip Hindes / Chris Hoy / Jason Kenny             | 42,600   |
| 2                | Frankreich     | Grégory Baugé / Michaël D’Almeida / Kévin Sireau    | 43,013   |